# Rally Príncipe de Asturias de 2003
El Rally Príncipe de Asturias de 2003, oficialmente 40.º Rally Príncipe de Asturias, fue la cuadragésima edición y la séptima cita de la temporada 2003 del Campeonato de España de Rally. Se celebró del 13 al 14 de septiembre y contó con un itinerario de doce tramos que sumaban un total de 168,6 km cronometrados.

## Itinerario
| Día   | Tramo | Nombre        | Distancia | Ganador              | Tiempo  | Líder                |
| ----- | ----- | ------------- | --------- | -------------------- | ------- | -------------------- |
| Día 1 | TC1   | La Rasa       | 8.36 km   | Enrique García Ojeda | 5:39.0  | Enrique García Ojeda |
| Día 1 | TC2   | Orizon        | 14.40 km  | Enrique García Ojeda | 8:54.5  | Enrique García Ojeda |
| Día 1 | TC3   | Libardon      | 27.03 km  | Miguel Ángel Fuster  | 18:52.1 | Enrique García Ojeda |
| Día 1 | TC4   | La Rasa       | 8.36 km   | Alberto Hevia        | 5:35.8  | Enrique García Ojeda |
| Día 1 | TC5   | Orizon        | 14.40 km  | Joan Vinyes          | 8:50.4  | Enrique García Ojeda |
| Día 1 | TC6   | Libardon      | 27.03 km  | Joan Vinyes          | 18:47.0 | Joan Vinyes          |
| Día 2 | TC7   | Carbayin      | 12.25 km  | Enrique García Ojeda | 8:39.5  | Joan Vinyes          |
| Día 2 | TC8   | La Faya       | 14.30 km  | Enrique García Ojeda | 9:29.3  | Enrique García Ojeda |
| Día 2 | TC9   | Santa Bárbara | 21.49 km  | Enrique García Ojeda | 15:59.4 | Enrique García Ojeda |
| Día 2 | TC10  | Carbayin      | 12.25 km  | Enrique García Ojeda | 8:38.3  | Enrique García Ojeda |
| Día 2 | TC11  | La Faya       | 14.30 km  | Alberto Hevia        | 9:27.6  | Enrique García Ojeda |
| Día 2 | TC12  | Santa Bárbara | 21.49 km  | Enrique García Ojeda | 15:56.9 | Enrique García Ojeda |

## Clasificación final
| Pos. | Piloto                 | Copiloto              | Automóvil                | Tiempo    | Diferencia |
| ---- | ---------------------- | --------------------- | ------------------------ | --------- | ---------- |
| 1.   | Enrique García Ojeda   | Luis Raquel Fernández | Peugeot 206 S1600        | 2:15:07.7 | 0.0        |
| 2.   | Joan Vinyes            | Xavier Lorza          | Peugeot 206 S1600        | 2:15:21.9 | +14.2      |
| 3.   | Alberto Hevia          | Alberto Iglesias      | Renault Clio S1600       | 2:15:24.1 | +16.4      |
| 4.   | Sergio Vallejo         | Diego Vallejo         | Fiat Punto S1600         | 2:16:35.4 | +1:27.7    |
| 5.   | Manuel Cabo            | Eduardo González      | Citroën Saxo Kit Car     | 2:16:52.8 | +1:45.1    |
| 6.   | Jesús Puras            | Ezequiel Nazábal      | Renault Clio S1600       | 2:17:32.8 | +2:25.1    |
| 7.   | Salvador Cañellas, jr. | Xavier Amigo          | Suzuki Ignis S1600       | 2:18:27.0 | +3:19.3    |
| 8.   | David Nafría           | Óscar Sánchez         | Peugeot 206 S1600        | 2:18:48.5 | +3:40.8    |
| 9.   | Miguel Ángel Fuster    | José Vicente Medina   | Citroën Saxo Kit Car     | 2:18:50.1 | +3:42.4    |
| 10.  | Santi Concepción       | César Cruz            | Mitsubishi Lancer Evo VI | 2:19:55.3 | +4:47.6    |